# Rhizophydium granulosporum
Rhizophydium granulosporum är en svampart som beskrevs av Scherff. 1925. Rhizophydium granulosporum ingår i släktet Rhizophydium och familjen Rhizophydiaceae.   Inga underarter finns listade i Catalogue of Life.